# Königshain-Wiederau
Königshain-Wiederau is een gemeente en plaats in de Duitse deelstaat Saksen, en maakt deel uit van de Landkreis Mittelsachsen.
Königshain-Wiederau telt 2.580 inwoners.
Wiederau is de geboorteplaats van politica en vrouwen-activiste Clara Zetkin, een standbeeld van haar staat voor haar geboortehuis. 

## Geboren
- Clara Zetkin (1857-1933), vrouwenrechtenactiviste